# Y'en a Marre
Y'en a Marre é um movimento juvenil de rappers e jornalistas do Senegal, criado em janeiro de 2011, para protestar contra o governo ineficaz e incentivar os jovens a votar. 
De abril a agosto de 2011, lançaram uma grande campanha para convencer os jovens a inscreverem-se nos cadernos eleitorais para participarem nas eleições presidenciais senegalesas de 2012, exigindo sem sucesso que o governo adiasse o prazo de registro. No entanto, o movimento conseguiu estimular as inscrições, com até 357 mil novas inscrições sendo registradas, um índice recorde.
Posteriormente, o movimento passa a organizar manifestações contra a candidatura do Presidente Abdoulaye Wade, como a ocorrida em 23 de junho de 2011 em frente à Assembleia Nacional.
Ao longo de 2011, organizam diversos protestos, “foires aux problèmes” e sit-ins na Place de l'Obélisque em Dakar.
Em 15 de fevereiro de 2012, essas manifestações foram proibidas pelo governo. 
No dia seguinte, três dos fundadores do grupo são presos por ajudar a organizar um protesto na Praça do Obelisco de Dakar.  Apesar das prisões, o grupo continuou a organizar protestos até a eleição que destituiu Wade. 
São creditados por terem ajudado a mobilizar os votos da juventude senegalesa e a derrotar o presidente em exercício Abdoulaye Wade nas eleições presidenciais de 2012, embora o grupo não afirme nenhuma afiliação com Macky Sall, o atual presidente do Senegal, ou com qualquer partido político.
O documentário de 2015 Incorruptible da diretora Elizabeth Chai Vasarhelyi narra as duas campanhas eleitorais e também o movimento juvenil Y'en Marre, que liderou protestos contra o governo Wade.